# Grafana
Grafana ist eine plattformübergreifende Open-Source-Anwendung zur grafischen Darstellung von Daten aus verschiedenen Datenquellen wie z. B. InfluxDB, MySQL, PostgreSQL, Prometheus und Graphite. 
Die erfassten Rohdaten lassen sich anschließend in verschiedenen Anzeigeformen ausgeben. Diese können dann zu sogenannten Dashboards zusammengefügt werden. Die Anzeigemöglichkeiten und Datenquellen können zudem mittels Plug-ins erweitert werden.
Grafana wird häufig für Überwachungsanwendungen verwendet und unterstützt die drei Säulen der Observability: Metriken, Logging und Tracing, kann aber auch zur Darstellung von statischen Daten in relationalen Datenbanken genutzt werden.

## Entstehung
Grafana wurde 2014 erstmals von Torkel Ödegaard veröffentlicht. 2019 erhielt es ein Investment von 24 Millionen US-Dollar.